# منچو

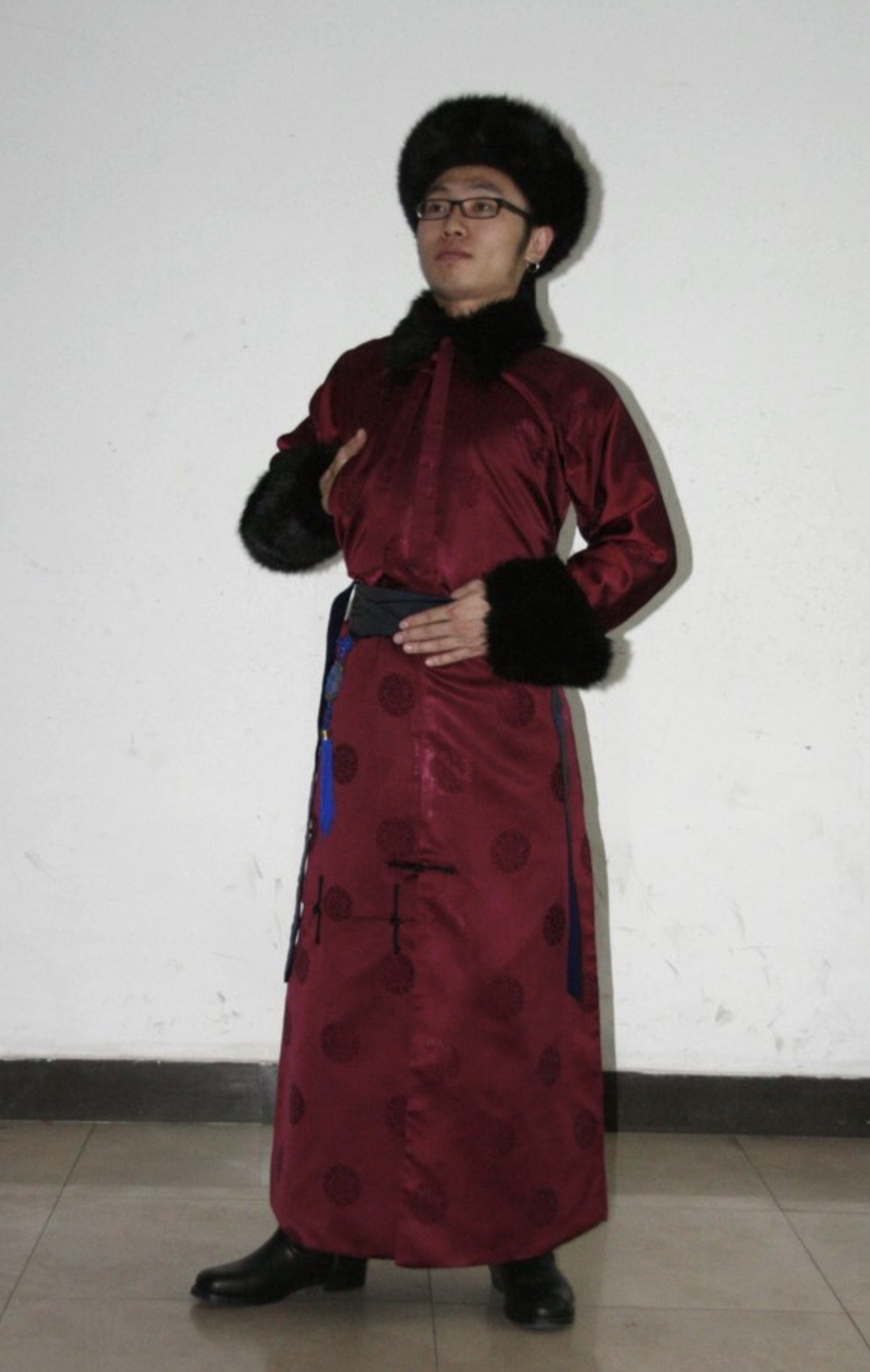
مدرن مرد مانچو

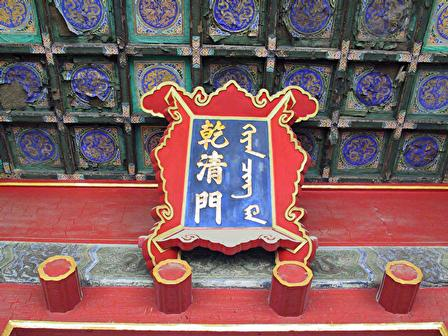
تابلویی بر سردر شهر ممنوعه در پکن، به هر دو زبان چینی (چپ) و منچو (راست)

منچو (به چینی: 滿族) یک گروه قومی ساکن منچوری در شمال شرقی جمهوری خلق چین هستند. منچوها در سده ۱۷ (میلادی) با شکست دودمان مینگ موفق به بنیاد دودمان دودمان چینگ شدند که تا سال ۱۹۱۲ بر چین حکومت می‌کرد.
زبان منچوها از شاخهٔ منچو-تونگوزی زبان‌های آلتایی است.
منچوها تا حد زیادی با هان‌ها ترکیب شده‌اند و زبان منچو نیز امروزه فقط در بین باشندگان کهنسال تعدادی از روستاهای دورافتاده منچوری و تعداد اندکی از زبان‌شناسان تکلم می‌شود.
در سال‌های اخیر توجه زیادی هم از سوی منچوها و هم هان‌ها به فرهنگ منچو شده‌است. تعداد منچوها در سال ۲۰۰۰ حدود ۱۰٬۶۸۰٬۰۰۰ برآورد می‌شد
البته تعداد هان‌هایی که نسب منچو نیز دارند بسیار زیاد است و سیاست‌های قومیتی جمهوری خلق چین مانند اعطای فرصت‌های شغلی و پذیرش آسانتر اقلیت‌های قومی در دانشگاه‌ها موجب شده‌است که بسیاری از دورگه‌های هان و منچو خود را منچو معرفی کنند. در واقع منچوها نسبت به سایر اقلیت‌های قومی در چین بیشتر با نژاد هان که نژاد حدود نود درصد از مردم کشور چین هست درآمیخته‌اند و فرهنگ شبیه‌تری به هان‌ها دارند که باعث می‌شود ارتباط صمیمانه‌تری میان هان‌ها با منچوها نسبت به سایر اقوام کوچک باشد.

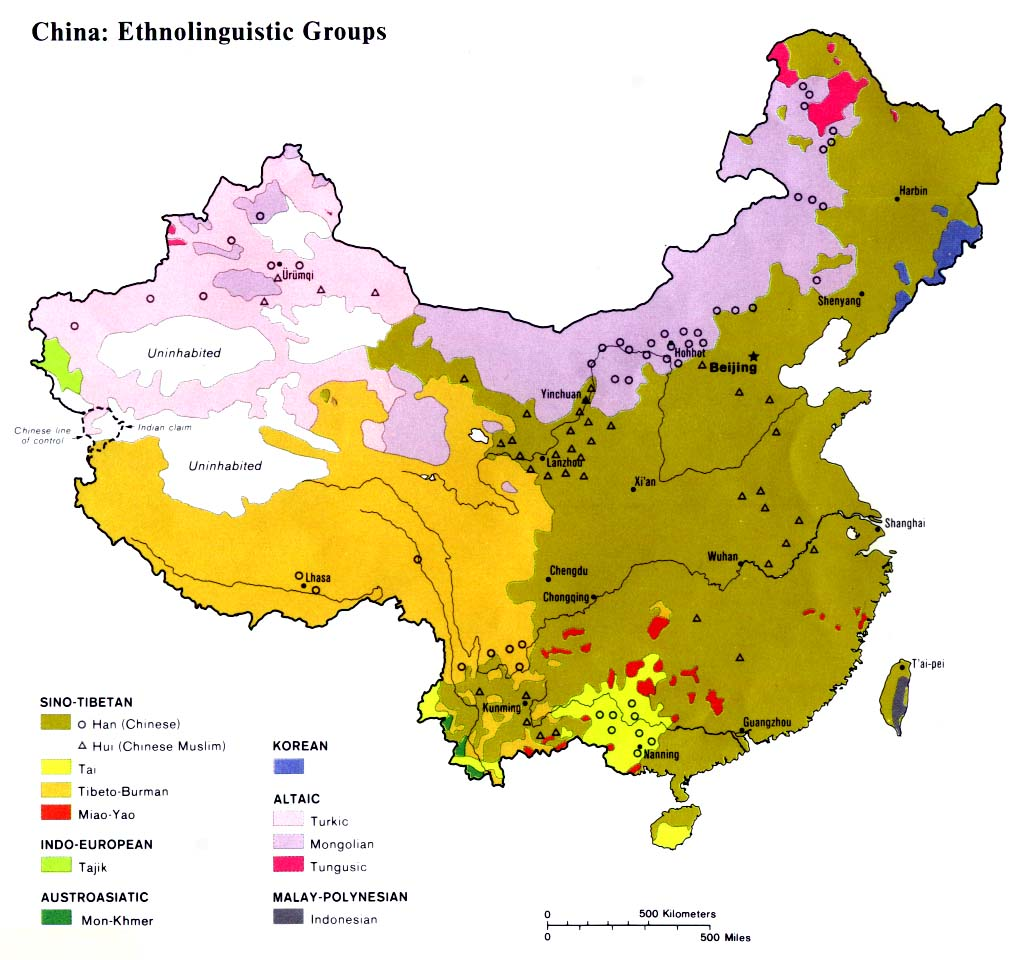
نقشه اقوام ساکن جمهوری خلق چین

منچوها پس از مغول‌ها بزرگ‌ترین امپراتوری را در آسیا ایجاد کردند.